# Cup Tie Competition 1900
La Cup Tie Competition 1900 (también llamada Copa Competencia "Chevallier Boutell" 1900) fue la primera edición de esta competición oficial y de carácter internacional, organizada por la The Argentine Association Football League.
La Copa que estaba en juego fue donada por el presidente de The Argentine Association Football League, Francis Chevallier Boutell, y por eso llevó su nombre. La final del torneo se disputó en Buenos Aires, mientras que las semifinales se llevaron a cabo en Montevideo y Rosario.
Iban a ser ocho los equipos participantes, pero debido a la negativa de Montevideo, ese número se redujo a siete.

## Equipos participantes

### The Argentine Association Football League
| Belgrano | Lomas | English High School | Quilmes |

### Rosario
| Rosario |

### The Uruguay Association Football League
| Albion | Central Uruguay Railway |

## Fase inicial
Esta fase la disputaron 4 equipos de The Argentine Association Football League y 2 de The Uruguay Association Football League. Se enfrentaron a partido único y clasificaron los 3 ganadores.

### Sección Buenos Aires
| Fecha       | Equipo 1            | Resultado | Equipo 2 |
| ----------- | ------------------- | --------- | -------- |
| 15 de julio | Belgrano            | 4 - 1     | Lomas    |
| 15 de julio | English High School | 2 - 1     | Quilmes  |

### Sección Montevideo
| Fecha       | Equipo 1 | Resultado | Equipo 2 |
| ----------- | -------- | --------- | -------- |
| 5 de agosto | Albion   | 1 - 0     | CURCC    |

## Fase final

### Cuadro de desarrollo
|  | Semifinales | Semifinales         | Semifinales |         |          | Final    | Final | Final |  |
|  |             |                     |             |         |          |          |       |       |  |
|  |             |                     |             |         |          |          |       |       |  |
|  | U           | Albion              | 0           |         |          |          |       |       |  |
|  | U           | Albion              | 0           |         |          |          |       |       |  |
|  | A           | Belgrano            | 1           |         |          |          |       |       |  |
|  | A           | Belgrano            | 1           |         | Belgrano | Belgrano | 2     |       |  |
|  |             |                     |             |         | Belgrano | Belgrano | 2     |       |  |
|  |             |                     | Rosario     | Rosario | 0        |          |       |       |  |
|  | R           | Rosario             | Rosario     | Rosario | 0        | 3        |       |       |  |
|  | R           | Rosario             |             |         |          | 3        |       |       |  |
|  | A           | English High School | 1           |         |          |          |       |       |  |
|  | A           | English High School | 1           |         |          |          |       |       |  |
|  |             |                     |             |         |          |          |       |       |  |

### Semifinales
Esta fase la disputaron los 3 ganadores de la Fase inicial y Rosario Athletic, que clasificó automáticamente. Se enfrentaron a partido único y clasificaron los 2 ganadores.
| Fecha        | Equipo 1 | Resultado | Equipo 2            |
| ------------ | -------- | --------- | ------------------- |
| 12 de agosto | Albion   | 0 - 1     | Belgrano            |
| 12 de agosto | Rosario  | 3 - 1     | English High School |

### Final
La disputaron los 2 ganadores de las Semifinales. Se enfrentaron el 26 de agosto a partido único, y se consagró campeón el Belgrano Athletic Club en el primer torneo.
| - | Guardameta     | R. D. Barker       |  |
| - | Defensa        | George Mac Farlane |  |
| - | Defensa        | W. E. A. Creaven   |  |
| - | Centrocampista | Anthony Addecott   |  |
| - | Centrocampista | Harold Ratcliff    |  |
| - | Centrocampista | Eduardo Duggan     |  |
| - | Delantero      | P. Mess            |  |
| - | Delantero      | Walter Malm        |  |
| - | Delantero      | Carlos Dickinson   |  |
| - | Delantero      | F. C. Wibberley    |  |
| - | Delantero      | Winston Coe        |  |

| - | Guardameta     | Herbert Dorming |  |
| - | Defensa        | Jorge Middleton |  |
| - | Defensa        | William Penman  |  |
| - | Centrocampista | G. Bradford     |  |
| - | Centrocampista | Eduardo Jewell  |  |
| - | Centrocampista | S. Angel        |  |
| - | Delantero      | G. Topping      |  |
| - | Delantero      | Julián Parr     |  |
| - | Delantero      | A. E. Wells     |  |
| - | Delantero      | Miguel Green    |  |
| - | Delantero      | Alfredo Le Bas  |  |

| 20' · 43' | F. C. Wibberley Winston Coe | 1:0 2:0 |

| Principal | B. B. Syer |

| - | Guardameta     | R. D. Barker       |  |
| - | Defensa        | George Mac Farlane |  |
| - | Defensa        | W. E. A. Creaven   |  |
| - | Centrocampista | Anthony Addecott   |  |
| - | Centrocampista | Harold Ratcliff    |  |
| - | Centrocampista | Eduardo Duggan     |  |
| - | Delantero      | P. Mess            |  |
| - | Delantero      | Walter Malm        |  |
| - | Delantero      | Carlos Dickinson   |  |
| - | Delantero      | F. C. Wibberley    |  |
| - | Delantero      | Winston Coe        |  |

| - | Guardameta     | Herbert Dorming |  |
| - | Defensa        | Jorge Middleton |  |
| - | Defensa        | William Penman  |  |
| - | Centrocampista | G. Bradford     |  |
| - | Centrocampista | Eduardo Jewell  |  |
| - | Centrocampista | S. Angel        |  |
| - | Delantero      | G. Topping      |  |
| - | Delantero      | Julián Parr     |  |
| - | Delantero      | A. E. Wells     |  |
| - | Delantero      | Miguel Green    |  |
| - | Delantero      | Alfredo Le Bas  |  |

| 20' · 43' | F. C. Wibberley Winston Coe | 1:0 2:0 |

| Principal | B. B. Syer |

| - | Guardameta     | R. D. Barker       |  |
| - | Defensa        | George Mac Farlane |  |
| - | Defensa        | W. E. A. Creaven   |  |
| - | Centrocampista | Anthony Addecott   |  |
| - | Centrocampista | Harold Ratcliff    |  |
| - | Centrocampista | Eduardo Duggan     |  |
| - | Delantero      | P. Mess            |  |
| - | Delantero      | Walter Malm        |  |
| - | Delantero      | Carlos Dickinson   |  |
| - | Delantero      | F. C. Wibberley    |  |
| - | Delantero      | Winston Coe        |  |

| - | Guardameta     | Herbert Dorming |  |
| - | Defensa        | Jorge Middleton |  |
| - | Defensa        | William Penman  |  |
| - | Centrocampista | G. Bradford     |  |
| - | Centrocampista | Eduardo Jewell  |  |
| - | Centrocampista | S. Angel        |  |
| - | Delantero      | G. Topping      |  |
| - | Delantero      | Julián Parr     |  |
| - | Delantero      | A. E. Wells     |  |
| - | Delantero      | Miguel Green    |  |
| - | Delantero      | Alfredo Le Bas  |  |

| 20' · 43' | F. C. Wibberley Winston Coe | 1:0 2:0 |

| Principal | B. B. Syer |

| - | Guardameta     | R. D. Barker       |  |
| - | Defensa        | George Mac Farlane |  |
| - | Defensa        | W. E. A. Creaven   |  |
| - | Centrocampista | Anthony Addecott   |  |
| - | Centrocampista | Harold Ratcliff    |  |
| - | Centrocampista | Eduardo Duggan     |  |
| - | Delantero      | P. Mess            |  |
| - | Delantero      | Walter Malm        |  |
| - | Delantero      | Carlos Dickinson   |  |
| - | Delantero      | F. C. Wibberley    |  |
| - | Delantero      | Winston Coe        |  |

| - | Guardameta     | Herbert Dorming |  |
| - | Defensa        | Jorge Middleton |  |
| - | Defensa        | William Penman  |  |
| - | Centrocampista | G. Bradford     |  |
| - | Centrocampista | Eduardo Jewell  |  |
| - | Centrocampista | S. Angel        |  |
| - | Delantero      | G. Topping      |  |
| - | Delantero      | Julián Parr     |  |
| - | Delantero      | A. E. Wells     |  |
| - | Delantero      | Miguel Green    |  |
| - | Delantero      | Alfredo Le Bas  |  |

| 20' · 43' | F. C. Wibberley Winston Coe | 1:0 2:0 |

| Principal | B. B. Syer |

| Campeón Belgrano Athletic 1° título |